# 久米田大輔
久米田 大輔（くめだ だいすけ、1979年1月7日 - ）は、福岡県出身のフットサル選手である。ポジションはゴレイロ。

## 所属クラブ
- 九州産業大学付属九州高等学校
- 2005年 - 2007年 RD/DINO'S
- 2008年 - 2008年 SPORVA21
- 2008年 - 2010年 バサジィ大分